# 梅尼厄
梅尼厄（法語：Meigneux，法語發音：[mɛɲø] ⓘ）是法国塞纳-马恩省的一个市镇，属于普罗万区。

## 地理
梅尼厄（48°30'43"N, 3°6'13"E）面积7.76 平方千米，位于法国法蘭西島大區塞纳-马恩省，该省份为法国北部内陆省份，北起瓦兹省，西接埃松省、马恩河谷省、塞纳-圣但尼省和瓦兹河谷省，南至卢瓦雷省，东南接约讷省，东临马恩省和奥布省，东北接埃纳省。
与梅尼厄接壤的市镇（或旧市镇、城区）包括：朗皮永、蒙图瓦地区索尼奥勒、博尔德新城、蒙图瓦地区塞苏瓦、多讷马里-栋蒂伊、居尔西勒沙泰勒、蒙图瓦地区蒙斯。
梅尼厄的时区为UTC+01:00、UTC+02:00（夏令时）。

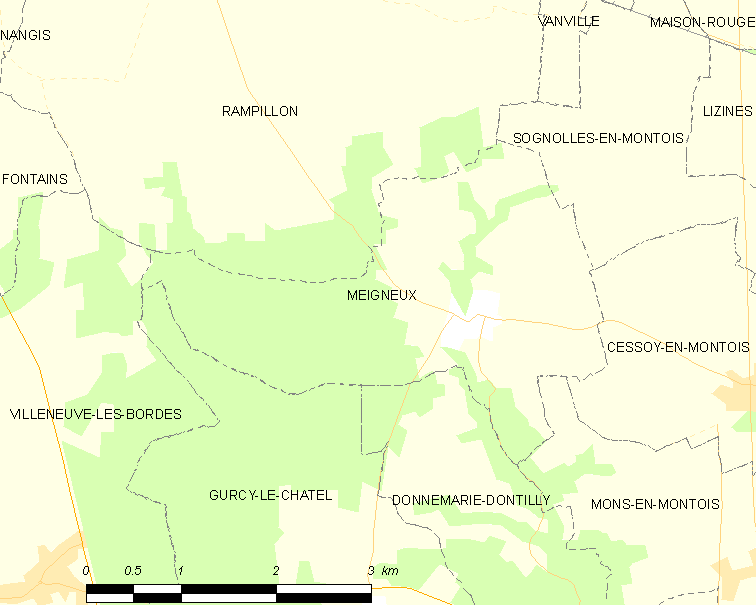
梅尼厄的OSM定位图

## 行政
梅尼厄的邮政编码为77520，INSEE市镇编码为77286。

## 政治
梅尼厄所属的省级选区为普罗万县。

## 人口

1962-2008年间梅尼厄人口变化图示

梅尼厄于2022年1月1日时的人口数量为234人。